# Chinchón
Chinchón é um município da Espanha na província e comunidade autónoma de Madrid, de área 115,9 km² com população de 4943 habitantes (2006) e densidade populacional de 40,90 hab/km².
Está encravada em El Llano, rodeada de olivais e vinhas.
Pertence à rede das Aldeias mais bonitas de Espanha.

## Demografia
| Variação demográfica do município entre 1991 e 2004 | Variação demográfica do município entre 1991 e 2004 | Variação demográfica do município entre 1991 e 2004 | Variação demográfica do município entre 1991 e 2004 |
| --------------------------------------------------- | --------------------------------------------------- | --------------------------------------------------- | --------------------------------------------------- |
| 1991                                                | 1996                                                | 2001                                                | 2004                                                |
| 3947                                                | 3849                                                | 4362                                                | 4738                                                |

## Património
- Praça Maior, com fama de ser uma das mais belas de Espanha
- Igreja de Nossa Senhora da Assunção, guarda uma lona de Goya
- Torre do Relógio
- Castelo dos Condes
- Teatro Lope de Vega
- Convento de San Agustín, actual Parador Nacional de Turismo.